# Nyköpings domsaga
Nyköpings domsaga utgjorde 1879-1971 en domsaga i Södermanlands län.

## Administrativ historik
Nyköpings domsaga  bildades den 1 januari 1879 (enligt beslut den 18 maj 1878) genom delning av Kungadömets domsaga och upplöstes 1971 i samband med tingsrättsreformen i Sverige. Domsagan överfördes då till Nyköpings tingsrätt.
Domsagan lydde under Svea hovrätt. Som mest låg fyra tingslag under domsagan men detta antal minskades i etapper. När domsagan upphörde 1971 löd under den bara ett tingslag.
Domsagan fick först namnet Jönåkers, Rönö och Hölebo domsaga men enligt beslut den 25 oktober 1878 skulle Daga tingslag, som tidigare tillhört Livgedingets domsaga, också tillhöra domsagan som istället fick namnet Nyköpings domsaga.

## Tingslag
- Daga tingslag till 1948
- Hölebo tingslag till 1914-09-01
- Jönåkers tingslag till 1911
- Rönö tingslag till 1911
- Jönåkers och Rönö tingslag 1911-1914-09-01
- Jönåkers, Rönö och Hölebo tingslag 1914-09-01-1948
- Nyköpings domsagas tingslag från 1948

## Häradshövdingar
| Verksam   | Namn                  | Född | Död  | Övrigt      |
| --------- | --------------------- | ---- | ---- | ----------- |
| 1879–1900 | Ernst August Edelstam | 1837 | 1900 |             |
| 1900–1929 | Tage Germund Rudling  | 1859 | 1946 | [ 2 ]       |
| 1930–1950 | Emil Theodor Vitell   | 1883 | 1952 | [ 3 ]       |
| 1950–1967 | Samuel Åseskog        | 1900 | 1980 | [ 4 ] [ 5 ] |
| 1968–1970 | Carl Gustaf Sandblom  | 1908 | 1984 | [ 6 ]       |